# Дейвис, Уильям Моррис
Уильям Моррис Дейвис (англ. William Morris Davis; 12 февраля 1850, Филадельфия — 5 февраля 1934, Пасадина) — американский геолог и географ.
Член Национальной академии наук США (1904).

## Биография
Окончил Гарвардский университет (1870) и работал в нём с 1876 (с 1890 — профессор). Основатель Ассоциации американских географов (1904) и президент Американского геологического общества (1911), почётный член ряда геологических и географических обществ (в том числе Русского географического общества).
В 1890—1915 работал в Геологической службе США; вёл исследовательские работы в различных районах США, а также во многих странах Южной Америки и Западной Европы. В 1903 побывал в пустынных районах Туркестана.

## Научная деятельность
В 1890-х гг. разработал учение о географических циклах, вложив в это понятие представление о стадийном развитии рельефа земной поверхности. Дейвис различал циклы: нормальный, или водно-эрозионный, ледниковый, карстовый, пустынный и морской. Представления Дейвиса о географических циклах быстро получили распространение и сыграли большую роль в развитии геоморфологии. Недостатки учения Дейвиса заключаются в том, что развитие рельефа рассматривается без должной связи с общей геологической историей данного региона и не даёт достаточно полного представления о связи внутренних и внешних сил в формировании рельефа. Дейвис создал школу геоморфологов и выполнил целый ряд работ, посвящённых преподаванию физической географии. Ввёл новый тип зарисовки рельефа — блок-диаграммы, модели рельефа.

### Сочинения
- Physical geography, Boston — L., 1899;
- A journey across Turkestan, Wash., 1905 (Pumpelly’s Explorations in Turkestan);
- Grundzüge der Physiogeographie, 2 Aufl., Bd 1—2, Lpz., 1915—17 (совм. с G. Braun);
- Die erklärende Beschreibung der Landformen deutsch bearb. von A. Rühl, 2 Aufl., Lpz., 1924; в рус. пер. — Геоморфологические очерки, М., 1962.